# CEマーク

CEマーク

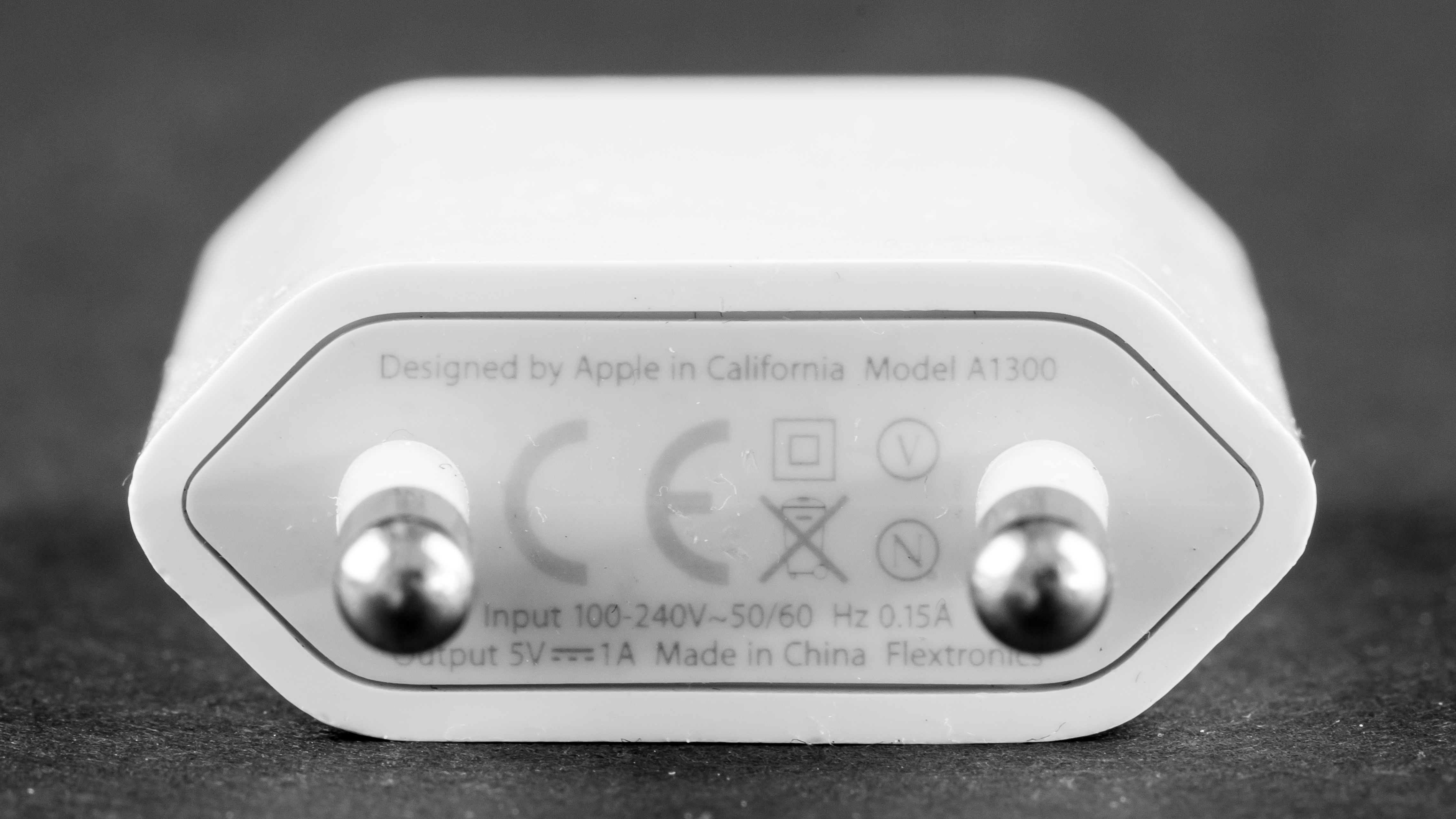
携帯電話充電器でのマーク例

CEマークは、商品がすべてのEU（欧州連合）加盟国の基準を満たすものに付けられる基準適合マーク。また、それらを表示することをCEマーキングという。

## CEマーキングとは
EUの法律で定められた安全性能基準を満たすことで製品上にCEマークを表示することができる。
1993年にスタートしたこの制度は、法的枠組みを改善しながら現行されている制度であり、CEマーキングを行っている製品は、「EU加盟国27カ国」+「EFTA加盟国4ヵ国」の合わせて31ヵ国で自由流通することが可能である。
2020年1月31日、イギリスがEUを離脱したため、2021年9月現在のEU加盟国は27カ国。
CEマーキングを行うためには、製品毎に該当するEU法令を調査・確認し、製品に該当するEU指令に適合していることを証明していく必要がある。
例えば、製品が電気を伴う産業機械であった場合、「機械指令(2006/42/EC)」、「EMC指令(2014/30/EU)」を満たすことが必要となる。
また、製品がAC 50V～1000V、DC 75V～1500Vで動作する電子機器の場合は「低電圧指令(2014/35/EU)」に該当する。
このように製品毎に、該当するEU指令を確認し、該当する指令要求を全て満たして初めてCEマーキングを行うことができる。
CEマーキングへの適合証明は、第三者機関が適合性評価手続きに関与したかどうかにかかわらず、製造者が全責任を負うものになる。

## 概要
CEマークの目的は、以下の3点とされる。
- 欧州経済地域に加盟している国において、各国ごとの異なる安全認証手続に煩わされることなく、製品を自由に流通・販売することを可能にすること。
- 企業に同じルールを課すことにより、公平な競争を促すこと。
- 製品の消費者、使用者が同じレベルの健康、安全、環境に関する保護を享受できるようにすること。

当初はヨーロッパにおける必須要求事項の大半は製品の安全性を示すものだったが、徐々に環境性能基準への適合を示す場合も増えている。認証対象品としては、医療機器、産業機械・機器、低電圧機器、計量器などの産業用製品から、玩具、ゲーム機、パソコン、携帯電話、照明器具、フィギュア、ぬいぐるみ、食品などの消費者用製品に至り、それぞれ必須要求事項が定められている。EEA（欧州経済領域）やトルコ、スイスで販売する際には、取得が必要となる。EU本部は、事業者が商品を輸入する場合や輸入した機械を導入する場合などにおいて、CEマークが信頼の証となると捉えている。この基準は欧州の既存各国での基準の調和の象徴である。
公式にはCEという単語自体には特に意味もなく何の略語でもないとされているが、フランス語のCommunauté Européenne（欧州連合の前身である欧州共同体）Conformité Européenne(ヨーロッパ適合)に由来していると思われる。規定の全商品はマークを付けなければならず、CEマーク使用の許可には商品が所定の基準を充たしているという証拠の文書化が必要となる。外部の検査機関などで評価、文書化を行う場合もあるが、一般的には企業が独自に行う。CEマークを必要とする国は主にEU諸国であるが、ノルウェー、アイスランド、リヒテンシュタインなどのヨーロッパ自由貿易体を含むヨーロッパ経済体や、EU、EFTAの両方に属さないトルコでも必要となる。マークはアーサー・アイセンメンジャーのデザインによるものである。

## 取得
CEマーキングの適合対策の手続きは、おおむね以下の作業に大別される。
- 当該製品に適用される指令・規則の確認
- 必須要求事項の確認と適合性評価基準の選択
- 第三者認証機関（Notified Body：NB）による適合性評価が必要かどうかの判断
- 製品試験・適合性評価（必要であれば第三者認証機関による検査、自己宣言が認められる場合もある）
- 技術文書の作成
- 適合宣言書の作成
- CEマークの表示

## China Exportマーク

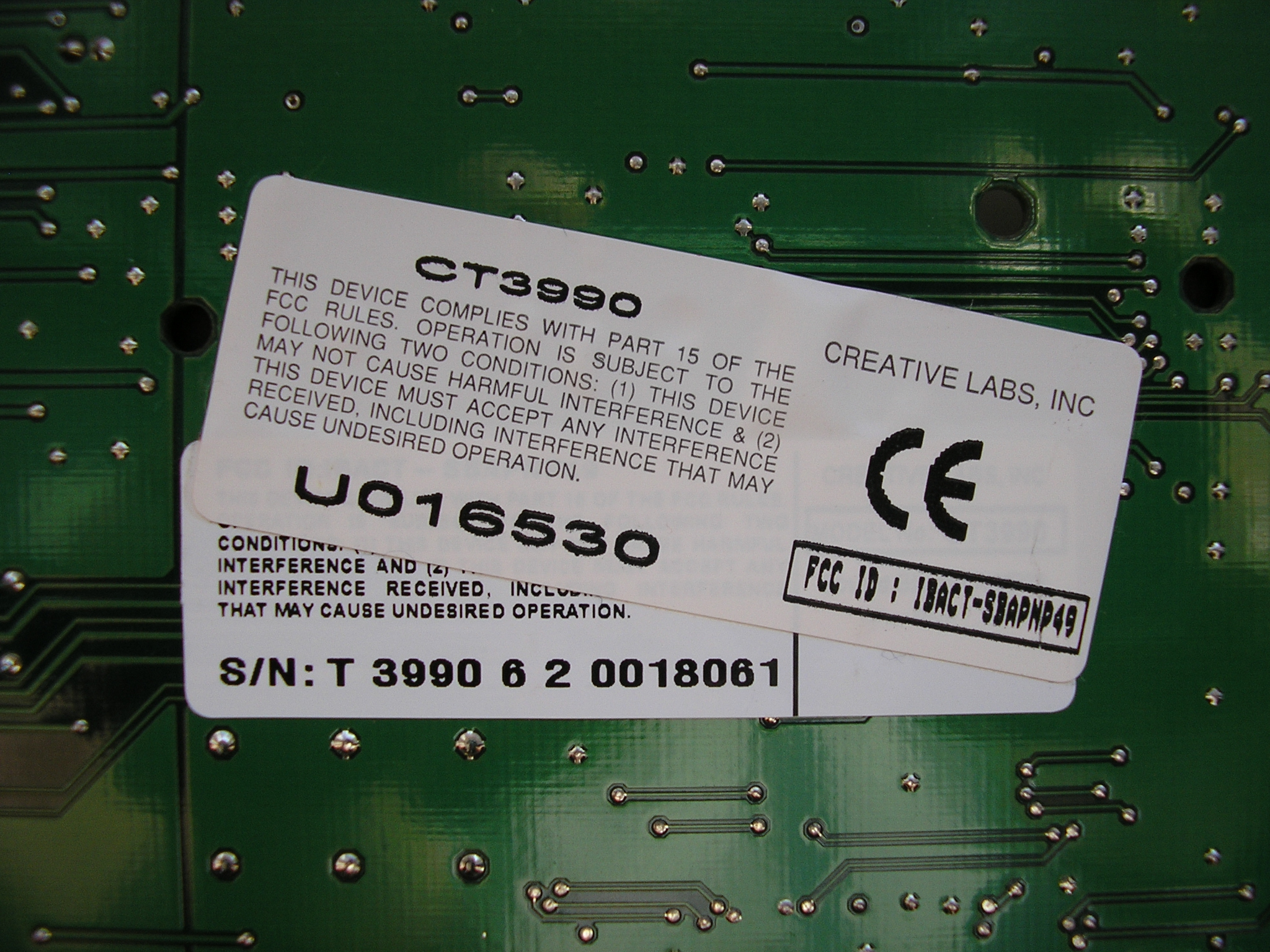
寸詰まりのCEマークが「China Export」の略だという説が存在する。ちなみに画像は Sound Blaster AWE32（シンガポール製）

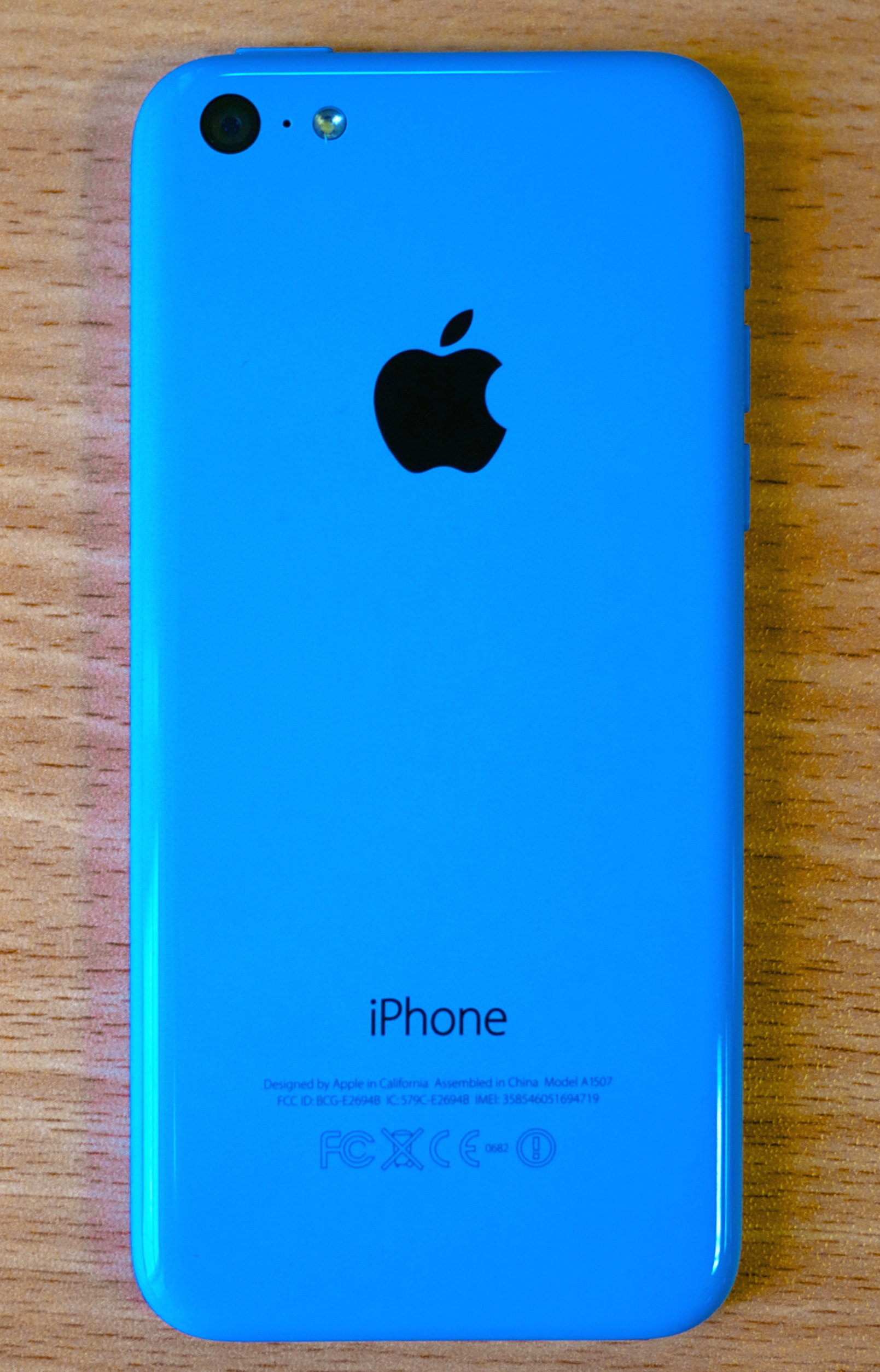
CEマークやFCCマークがデザイナーによってリデザインされてしまう例が多い。ちなみに画像はiPhone 5c（中国製。ただしデザインはカリフォルニアのアップル）

CEマークに非常に類似したロゴが一部の中国メーカーの製品に付けられており、それは"China Export"の意味であるという説が存在する。2008年の欧州議会で本件が取り上げられたが、欧州委員会は「"Chinese Export"なるマークの存在は確認されていない」と回答した。また、欧州委員会は基準を満たさない製品にCEマークが不適切に付けられている問題と、CE基準を満たしているか否かにかかわらず正しくない形状のCEマークがついた製品が存在する問題は認識しているが、正式なマークとは無関係である、とも回答した。欧州委員会はCEマークを各事業者が共通で利用できる商標として取り決めた際、ヨーロッパの法規を守るように中国当局とも協議をおこなった（ゆえに"Chinese Export"なるマークは存在しえない）と主張している。